# André Molitor
Pour les articles homonymes, voir Molitor.
 (février 2018).
André Molitor (né à Kermanshah le 4 août 1911, mort à Bruxelles le 4 juin 2005), est un haut fonctionnaire et un enseignant universitaire qui, tout au long de sa carrière,  a exercé diverses fonctions au service de l’Etat belge.

## Biographie
Fils d’un fonctionnaire belge, Lambert Molitor, détaché en Iran entre 1901 et 1928 ans dans le cadre d’une mission de restructuration des douanes et des postes, André Molitor est né à Kermanshah (Iran) le 4 août 1911. Il rentre en Belgique en 1919 et vivra chez les frères et les sœurs de sa mère à Verviers. Il fait une partie de ses études primaires ainsi que ses études secondaires à l’Athénée de Verviers. Ses parents rentrent en Belgique en 1928 et s’établissent à Bruxelles. Il les rejoint en 1929 et entamera des études universitaires à l'Université Saint-Louis - Bruxelles qu’il poursuivra à l’Université catholique de Louvain dont il sortira avec le titre de docteur en droit. 
Après un bref passage au barreau de Bruxelles en 1935, il entre au cabinet de M. Hubert Pierlot, alors ministre de l’Agriculture. Il est ensuite appelé par M. Louis Camu à le rejoindre au Commissariat à la réforme administrative (1938-1939) d’où il passe au Service d’Administration générale, attaché au Premier ministre, récemment créé. Le Service a une fonction de coordination de l’ensemble des administrations ; il est suspendu pendant la guerre et André Molitor est alors affecté au Commissariat à la restauration du pays. Il  retrouve la direction du Service en 1946. Entre 1950 et 1954, il est chef de cabinet de Pierre Harmel, ministre de l’Instruction publique qui lance une série de réformes qui ne seront parachevées que plus tard, en 1958, au cours d’un long et difficile processus politique, lors de la conclusion du Pacte scolaire. Entre 1954 et 1958, il exerce la fonction de directeur général au ministère de l’Instruction publique, chargé du service d’études. En 1958, il reprend la direction du cabinet de Pierre Harmel alors ministre de la Justice, puis des Affaires culturelles.  En 1959, André Molitor est nommé secrétaire général du Conseil national de la politique scientifique dont la création vient d’être décidée par le Gouvernement. Il quitte le secrétariat du Conseil en 1961 lorsqu’il est invité par le Roi à prendre la direction de son cabinet. Il exerce cette fonction de 1961 à 1977, moment où il prend sa retraite. Il exerce ensuite la présidence de la Fondation Roi Baudouin, créée en 1976, entre 1977 et 1986.
En 1949, André Molitor se voit offrir une charge d’enseignement à temps partiel à l’Université catholique de Louvain. Il y enseigne la Théorie générale de l’Administration publique ainsi que d’autres matières relevant de sa compétence jusqu’à son éméritat en 1981. Il assumera également certains enseignements au Collège d’Europe (Bruges) et à l’Ecole nationale d’administration (Paris). Dans ce contexte, il participe aux activités de l’Institut international des sciences administratives dont il dirigera un temps la revue Administration publique. En 1975, il fut nommé docteur honoris causa de l’Université d’Aix-Marseille.  Il devient membre de l’Académie royale de Belgique en 1973. 
Pendant ses études universitaires, André Molitor participe aux activités d’une revue créée par l’abbé Jacques Leclercq, alors professeur à la Faculté universitaire Saint-Louis (Bruxelles), la Cité chrétienne. Il en assume brièvement la direction avec Henry Bauchau en 1939. Cette revue cesse de paraître au moment où éclate la seconde guerre mondiale. Avec un certain nombre d’amis, André Molitor lance en février 1945 une nouvelle publication, La Revue Nouvelle, dont il assurera la direction jusqu’en 1961. La revue est alors une publication mensuelle (après une brève expérience sous forme bimensuelle) qui poursuit un projet éditorial original : soutenir une réflexion intellectuelle de chrétiens dans un monde résolument pluraliste. Il ne s’agit plus de s’attacher à la construction d’une « société chrétienne », mais bien de réfléchir à l’apport de croyants dans une société marquée par des convictions multiples. La Revue Nouvelle acquiert rapidement une audience intellectuelle sensible, bien au-delà des frontières de la Démocratie chrétienne. Lors de sa désignation au cabinet du Roi, André Molitor quittera la Revue Nouvelle dont la direction sera assurée par Jean Delfosse. 
Indépendamment de ses textes dans la Revue Nouvelle, André Molitor a publié un nombre considérable d’articles dans diverses revues ou publications. On en trouvera un inventaire exhaustif dans la notice que lui consacre Hervé Hasquin dans l’annuaire 2010 de l’Académie royale de Belgique.  André Molitor publiera également plusieurs ouvrages : Aspects de Paul Claudel (1945, Desclée De Brouwer), L’Administration de la Belgique (1974, CRISP), La Fonction royale en Belgique (1979, 1994, CRISP), Servir l’Etat (1989, ISPS-UCL), Souvenirs (1984, Duculot), Feuilles de route. Extrait d’un journal (1987, Racine), Les quatre bonheurs (1998, Racine).  
En 1940, André Molitor a épousé Edith Clerbaux ; ils ont eu cinq enfants. Son fils Michel Molitor, spécialiste de la sociologie des mouvements sociaux à enseigné la sociologie comme professeur invité à l'Université Laval en 1989. 